# Vito van Crooij
Vito van Crooij (Venlo, 29 januari 1996) is een Nederlandse voetballer die inzetbaar is als aanvaller of aanvallende middenvelder. Per oktober 2024 verruilde hij Al-Wahda Club voor N.E.C. Daarnaast speelde hij voor Jong Oranje. Vito van Crooij is de broer van keeper Delano van Crooij.

## Clubcarrière

### VVV-Venlo
Van Crooij doorliep de jeugdopleiding van VVV en werd in de loop van het seizoen 2013/14 vanuit de A-jeugd overgeheveld naar het eerste elftal. Hij maakte op 18-jarige leeftijd zijn competitiedebuut op 9 maart 2014 in een uitwedstrijd bij Achilles '29 (0–3), als invaller voor Danny Post. Vito van Crooij scoorde op 28 oktober 2014 zijn eerste officiële doelpunt in een duel om de KNVB Beker tegen MVV Maastricht (2-0).
Enkele weken later tekende de Venlonaar een contract voor 2,5 jaar bij VVV met een optie voor nog eens twee jaar. Op 1 augustus 2015 kreeg hij de Jan Klaassens Award uitgereikt, de jaarlijkse prijs voor het grootste talent uit de Venlose jeugdopleiding. Na afloop van de tweede periode van het seizoen 2015/16 won Van Crooij de Bronzen Stier, de prijs voor het beste talent uit de Eerste divisie van de tweede periode. Op 1 november 2016 werd Van Crooij's contract bij VVV tussentijds verlengd tot 2019.

### PEC Zwolle
Voor aanvang van het seizoen 2018/19 maakte de destijds 22-jarige aanvaller samen met ploeggenoot Clint Leemans een transfer naar PEC Zwolle, waar hij een vierjarig contract tekende. Na een redelijk succesvol eerste seizoen bij PEC (gedeeld clubtopscorer met negen goals in 30 competitiewedstrijden) kende Van Crooij een slecht tweede seizoen (nul treffers in 16 competitiewedstrijden), waarin hij bovendien niet meer verzekerd was van een basisplek.

### Terug bij VVV
Ondanks een doorlopend contract bij PEC keerde de Venlonaar na twee seizoenen in Zwolle terug bij zijn oude club VVV-Venlo waar hij op 25 augustus 2020 een vierjarig contract tekende. Na de degradatie uit de Eredivisie in 2021 keerde Van Crooij na een jaar VVV alweer de rug toe. 

### Sparta Rotterdam
Op 25 juni 2021 tekende hij een driejarig contract bij Sparta Rotterdam. Daar werd hij herenigd met Lennart Thy, met wie hij in seizoen 2017/18 een succesvol aanvalskoppel vormde bij VVV. Van Crooij beleefde aanvankelijk een moeizaam eerste seizoen bij Sparta. Na het opstappen van trainer Henk Fraser en de komst van Maurice Steijn, zijn vroegere trainer bij VVV, bloeide hij weer op. In de laatste vier speelrondes scoorde hij twee goals, bijna net zo veel als in de voorgaande dertig speelrondes (drie keer). 
Die scorende lijn trok Van Crooij door bij de start van het seizoen 2022/23. Op 14 augustus 2022 was hij twee keer trefzeker in een thuiswedstrijd tegen AZ. Met zijn razendsnelle openingsdoelpunt na 8 seconden evenaarde hij een 40 jaar oud eredivisierecord van Koos Waslander. Dat seizoen was hij goed voor veertien doelpunten en twaalf assists, zijn beste seizoen op het hoogste niveau.

### Al-Wahda
Na het succesvolle tweede seizoen bij Sparta maakte Van Crooij in september 2023 een lucratieve transfer naar Saoedi-Arabië waar hij een contract tekende bij Al-Wahda. Een jaar later liet Van Crooij zijn contract in Saoedi-Arabië ontbinden, na 26 wedstrijden zonder doelpunt.

### N.E.C.
Meerdere eredivisionisten toonden vervolgens interesse in de transfervrije aanvaller. Op 30 september 2024 ondertekende hij uiteindelijk een contract tot medio 2027 bij N.E.C. Op 5 oktober maakte hij tegen NAC Breda als invaller zijn debuut. In de eerstvolgende wedstrijd tegen Sc Heerenveen maakte hij zijn basisdebuut en was hij met twee goals belangrijk in een 3-0 overwinning. Hij was in alle competities goed voor tien goals en acht assists, waarmee hij de meest waardevolle spelers van N.E.C. was in zijn eerste seizoen voor de club. 

## Clubstatistieken
| Seizoen                         | Club             | Competitie     | Competitie | Competitie | Beker | Beker | Overig | Overig | Totaal | Totaal |
| Seizoen                         | Club             | Competitie     | Wed.       | Dlp.       | Wed.  | Dlp.  | Wed.   | Dlp.   | Wed.   | Dlp.   |
| ------------------------------- | ---------------- | -------------- | ---------- | ---------- | ----- | ----- | ------ | ------ | ------ | ------ |
| 2013/14                         | VVV-Venlo        | Eerste divisie | 1          | 0          | 0     | 0     | 0      | 0      | 1      | 0      |
| 2014/15                         | VVV-Venlo        | Eerste divisie | 31         | 3          | 3     | 1     | 4      | 0      | 38     | 4      |
| 2015/16                         | VVV-Venlo        | Eerste divisie | 33         | 13         | 1     | 1     | 2      | 0      | 36     | 14     |
| 2016/17                         | VVV-Venlo        | Eerste divisie | 37         | 14         | 2     | 0     | –      | –      | 39     | 14     |
| 2017/18                         | VVV-Venlo        | Eredivisie     | 31         | 5          | 2     | 0     | –      | –      | 33     | 5      |
| 2018/19                         | PEC Zwolle       | Eredivisie     | 30         | 9          | 2     | 1     | –      | –      | 32     | 10     |
| 2019/20                         | PEC Zwolle       | Eredivisie     | 16         | 0          | 2     | 0     | –      | –      | 18     | 0      |
| 2020/21                         | VVV-Venlo        | Eredivisie     | 31         | 3          | 4     | 1     | –      | –      | 35     | 4      |
| 2021/22                         | Sparta Rotterdam | Eredivisie     | 33         | 5          | 2     | 2     | –      | –      | 35     | 7      |
| 2022/23                         | Sparta Rotterdam | Eredivisie     | 34         | 12         | 2     | 0     | 4      | 2      | 40     | 14     |
| 2023/24                         | Sparta Rotterdam | Eredivisie     | 3          | 0          | 0     | 0     | –      | –      | 3      | 0      |
| 2023/24                         | Al-Wahda         | Pro League     | 23         | 0          | 1     | 0     | 1      | 0      | 25     | 0      |
| 2024/25                         | Al-Wahda         | Pro League     | 1          | 0          | 0     | 0     | –      | –      | 1      | 0      |
| 2024/25                         | N.E.C.           | Eredivisie     | 25         | 9          | 2     | 0     | 1      | 1      | 28     | 10     |
| 2025/26                         | N.E.C.           | Eredivisie     | 2          | 0          | 0     | 0     | –      | –      | 2      | 0      |
| Carrièretotaal                  | Carrièretotaal   | Carrièretotaal | 331        | 73         | 23    | 6     | 12     | 3      | 366    | 82     |
| Bijgewerkt op 20 augustus 2025. |                  |                |            |            |       |       |        |        |        |        |

## Erelijst
| Eerste divisie | 1x | 2016/2017 |

## Interlandcarrière

### Nederland -20
Vito van Crooij kwam in 2015 uit voor het Nederlands elftal -21. Op 7 oktober 2015 maakte hij tegen Engeland –20 (3–1 verlies) als invaller voor Achille Vaarnold zijn debuut tijdens de Elite Cup, een vriendschappelijk toernooi in Duitsland. Nadien werd Vito weer opgeroepen voor het Nederlands elftal onder 21 bij dubbele vriendschappelijke ontmoetingen tegen Tsjechië –20 en Portugal –20.
| Interlands van Vito van Crooij | Interlands van Vito van Crooij | Interlands van Vito van Crooij | Interlands van Vito van Crooij | Interlands van Vito van Crooij | Interlands van Vito van Crooij |
| №                              | Datum                          | Wedstrijd                      | Uitslag                        | Soort Wedstrijd                | Doelpunten                     |
| Als speler bij VVV-Venlo       | Als speler bij VVV-Venlo       | Als speler bij VVV-Venlo       | Als speler bij VVV-Venlo       | Als speler bij VVV-Venlo       | Als speler bij VVV-Venlo       |
| ------------------------------ | ------------------------------ | ------------------------------ | ------------------------------ | ------------------------------ | ------------------------------ |
| 1.                             | 7 oktober 2015                 | Engeland – Nederland           | 3 – 1                          | Vriendschappelijk              | 0                              |
| 2.                             | 10 oktober 2015                | Duitsland – Nederland          | 2 – 1                          | Vriendschappelijk              | 0                              |
| 3.                             | 13 oktober 2015                | Turkije – Nederland            | 0 – 1                          | Vriendschappelijk              | 0                              |
| 4.                             | 11 november 2015               | Tsjechië – Nederland           | 2 – 2                          | Vriendschappelijk              | 0                              |
| 5.                             | 14 november 2015               | Tsjechië – Nederland           | 2 – 2                          | Vriendschappelijk              | 0                              |
| 6.                             | 24 maart 2016                  | Portugal – Nederland           | 1 – 1                          | Vriendschappelijk              | 0                              |
| 7.                             | 26 maart 2016                  | Portugal – Nederland           | 1 – 1                          | Vriendschappelijk              | 0                              |

### Jong Oranje
In 2016 maakte Van Crooij als enige speler uit de Eerste divisie deel uit van de selectie van Jong Oranje voor het oefenduel met Portugal op 15 november 2016. De Venlonaar kwam in de 76e minuut als invaller voor Patrick Joosten in het veld.
| Interlands van Vito van Crooij | Interlands van Vito van Crooij | Interlands van Vito van Crooij | Interlands van Vito van Crooij | Interlands van Vito van Crooij | Interlands van Vito van Crooij |
| №                              | Datum                          | Wedstrijd                      | Uitslag                        | Soort Wedstrijd                | Doelpunten                     |
| Als speler bij VVV-Venlo       | Als speler bij VVV-Venlo       | Als speler bij VVV-Venlo       | Als speler bij VVV-Venlo       | Als speler bij VVV-Venlo       | Als speler bij VVV-Venlo       |
| ------------------------------ | ------------------------------ | ------------------------------ | ------------------------------ | ------------------------------ | ------------------------------ |
| 1.                             | 15 november 2016               | Nederland – Portugal           | 1 – 1                          | Vriendschappelijk              | 0                              |